# Jean-François Lorta
 (mai 2017).
Si vous disposez d'ouvrages ou d'articles de référence ou si vous connaissez des sites web de qualité traitant du thème abordé ici, merci de compléter l'article en donnant les références utiles à sa vérifiabilité et en les liant à la section « Notes et références ».
Jean-François Lorta, dit parfois Jean-Pierre Lorta, né à Paris le 1er septembre 1752 et mort à Versailles le 20 février 1837, est un sculpteur français.

## Biographie

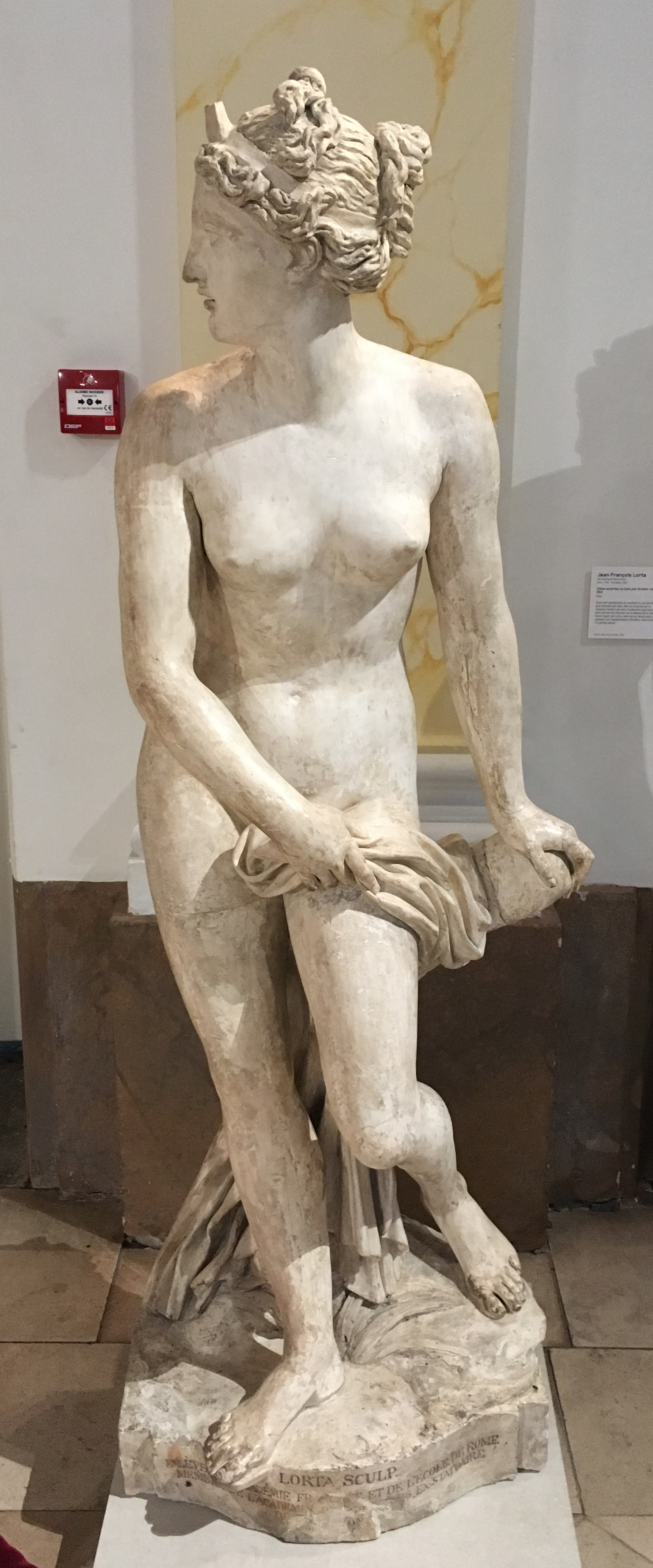
Diane surprise au bain par Actéon (vers 1812), plâtre, Nancy, musée des Beaux-Arts.

Élève de Charles-Antoine Bridan, Jean-François Lorta étudie la sculpture à l'Académie royale et obtient le second grand prix de Rome en 1779 pour son Sertorius assassiné chez Perpenna.
Réalisant par la suite un séjour de formation à Rome, il est durablement marqué par les sources antiques, comme tous les jeunes sculpteurs de sa génération.
De retour en France, il devient un sculpteur apprécié de la cour, et en particulier de Mesdames, tantes de Louis XVI, qui lui passent plusieurs commandes pour leur château de Bellevue fraîchement réaménagé et décoré au goût du jour : Madame Adélaïde acquiert deux groupes en marbre de 1783 représentant un Bergers assis avec une flûte et une Jeune fille assise avec un couple de colombes (Versailles, musée national du château), et l'artiste se voit commander un ensemble de quatre candélabres ornés de figures en marbre représentant les Quatre Saisons (aujourd'hui à Paris au musée du Louvre) pour l'ameublement du grand salon de Bellevue. Il sculpte également, toujours dans le nouveau goût néo-classique, une paire de Bacchantes pour le Grand Trianon de Versailles (Paris, musée du Louvre).
Lorta va mettre son talent au service des différents régimes politiques qui se succèdent entre la fin du XVIIIe siècle et le premier tiers du XIXe siècle. En plein bouleversement révolutionnaire, il participe au concours du 5 Floréal an II (24 avril 1794) destiné à ériger un monument à la mémoire de Jean-Jacques Rousseau. 25 modèles en terre cuite sont envoyés et le sculpteur Jean-Guillaume Moitte est désigné vainqueur en février 1795. La terre cuite de Lorta est conservée à Vizille au musée de la Révolution française. Il sculpte un des pendentifs de la nef orientale du Panthéon de Paris, Le Désintéressement, où deux femmes déposent leurs bijoux sur l'autel de la Patrie. Il participe au projet d'ériger une sculpture monumentale du peuple français sur la pointe du Pont-Neuf, en remplacement de la statue équestre d'Henri IV.
Il collabore ensuite à plusieurs grands chantiers décoratifs du Premier Empire, exposant régulièrement au Salon et participant aux décors de la colonne de la Grande armée (ou colonne Vendôme) entre 1806 et 1810. Il sculpte aussi un Buste de Corrège en 1812 (Paris, musée du Louvre), dans le cadre d'une série de bustes d'artistes destinés à orner les galeries du nouveau musée impérial. Après la Restauration, il poursuit sa carrière au service du pouvoir : son Amour endormi de 1819 est acheté quelques années plus tard par Charles X pour Versailles, et l'artiste participe en 1816 à la réfection de la statue de Louis XIV par Martin Desjardins.
Il est restaurateur des marbres du château de Versailles à partir de 1819.
Mort dans cette ville, Jean-François Lorta est inhumé au cimetière Notre-Dame de Versailles où sa sépulture porte la mention « Statuaire du roi ».

## Œuvres dans les collections publiques
- Nancy, musée des Beaux-Arts : Diane surprise au bain par Actéon, vers 1812, statue en plâtre.
- Paris, musée du Louvre :
  - Bacchante à la grappe, marbre ;
  - Bacchante au tambourin, marbre ;
  - Candélabres des Quatre Saisons, 1788, marbre ;
  - Hercule au repos tenant dans ses mains les pommes conquises au jardin des Hespérides, vers 1800, statuette en bronze, 48 × 47 × 25 cm[3].
  - La France montrant le Milon de Puget et L'Italie montre le Moïse de Michel-Ange, vers 1801, Modellos pour des médaillons de la rotonde Mars, au Louvre.
  - Buste de Corrège, 1812, marbre.
- Sens, cathédrale Saint-Étienne : La Vierge à l'enfant, 1782, marbre.
- Versailles, château de Versailles :
  - Jeune berger assis avec une flûte, 1783, marbre. L'esquisse en terre cuite de 1781 est aussi conservée au château ;
  - Jeune fille assise avec un couple de colombes, 1783, marbre ;
  - L'Amour endormi, 1819, marbre.
- Vizille, musée de la Révolution française : Projet de monument à Jean-Jacques Rousseau, 1794, terre cuite.